# Leif Carlsson (teolog)
Leif Carlsson, född 1950, är teologie doktor i religionsvetenskap och lektor vid Högskolan för lärande och kommunikation i Jönköping, samt pastor inom Svenska Missionskyrkan. Han har tidigare varit lärare på Korteboskolan (Svenska Alliansmissionen). Han är författare till flera teologiska böcker.